# Перезагрузка Кикайдера
«Перезагрузка Кикайдера» (яп. キカイダー REBOOT) — японский научно-фантастический токусацу-фильм 2014 года, снятый Тэном Симоямой. Фильм представляет собой перезагрузку франшизы «Кикайдер», созданной Сётаро Исиномори.

## Сюжет
В ближайшем будущем японское правительство разрабатывает Проект «Ковчег» под руководством доктора Нобухико Комёдзи по созданию андроидов для помощи гражданам. Созданы два прототипа: один доктором Комёдзи, Дзиро/Кикайдер — андроид, построенный с помощью экспериментальной цепи совести, а другой — профессором Гилбертом Канзаки, Мари — боевой андроид.
Доктор Комёдзи загадочно умирает, а его дети, Мицуко и Масару, внезапно становятся мишенью министра обороны Японии. Дзиро приходит к ним на помощь и клянется защитить их, что является последней просьбой доктора Комёдзи. Масару полюбил Дзиро, но Мицуко стала его опасаться. Мари в конце концов находит Дзиро и почти уничтожает последнего, но щадит его после того, как Мицуко и Масару без сопротивления соглашаются пойти с ней. Затем из тела Масару извлекается чип данных, содержащий все исследования доктора Комёдзи. Министр обороны превращает проект «Ковчег» в проект DARK (Разработка передовых исследований Комёдзи) и заставляет профессора Гилберта Канзаки завершить свою работу.
Вскоре Дзиро подвергается нападению другого андроида по имени Хакайдер, который оказывается профессором Канзаки, который хирургическим путём поместил свой мозг в тело андроида. Хакайдер приступает к уничтожению Проекта «Ковчег», но Дзиро контратакует. Мицуко пытается помешать ему сражаться, однако Дзиро наконец осознает свою свободную волю и решает защищаться, сражаясь. Дзиро удается победить Хакайдера, но ценой своей жизни. Мицуко клянётся однажды восстановить его.
В сцене после титров министр обороны, избежавший разрушения объекта вместе с Мари, подтверждает официальное начало настоящего проекта андроида.

## В ролях
| Актёр              | Роль                      |
| ------------------ | ------------------------- |
| Дзинги Ириэ        | Дзиро/Кикайдер            |
| Айми Сацукава      | Мицуко Комёдзи            |
| Кадзусигэ Нагасима | Нобухико Комёдзи          |
| Юто Икэда          | Масару Комёдзи            |
| Рюудзи Харада      | Ханпей Хаттори            |
| Синго Цуруми       | Гилберта Канзаки/Хакайдер |
| Маридзюн Такахаси  | Мари                      |
| Дайскэ Бан         | Кюдзиро Маэно             |
| Рэндзи Исибаси     | Шинноске Танабэ           |
| Хиротаро Хонда     | Согоро Хонда              |

## Производство
В конце фильма «Камен Райдер × Супер Сентай × Космический шериф: Супер герой Тэйсен Зэд» (2013) в сцене после титров слышен звук сердцебиения, и Кикайдер показан с рассказчиком, заявляющим, что все герои, которые были показаны в фильме «не единственные супергерои Земли». 30-я серия «Камен Райдер Гайм» служит приквелом к событиям фильма.
Toei официально анонсировали фильм 30 января 2014 года совместно со студией Kadokawa Daiei Studio. Сообщалось, что на создание сценария ушло 2 года. Первый визуальный ряд был представлен 20 февраля 2014 года.
Музыкальная тема фильма представляет собой перезапись оригинальной песни «Go Go Kikaider» под названием «Go Go Kikaider Reboot 2014».